# Viktar Jilmonchik
Viktar Jilmonchik es un deportista bielorruso que compitió en atletismo adaptado. Ganó cuatro medallas en los Juegos Paralímpicos de Verano entre los años 1992 y 2004.

## Palmarés internacional
| Representando al Equipo Unificado |                    |                   |           |
| Juegos Paralímpicos               |                    |                   |           |
| Año                               | Lugar              | Medalla           | Prueba    |
| 1992                              | Barcelona (España) | Medalla de bronce | Peso THS2 |
| Representando a Bielorrusia       |                    |                   |           |
| Juegos Paralímpicos               |                    |                   |           |
| Año                               | Lugar              | Medalla           | Prueba    |
| 2000                              | Sídney (Australia) | Medalla de plata  | Peso F42  |
| 2000                              | Sídney (Australia) | Medalla de bronce | Disco F42 |
| 2004                              | Atenas (Grecia)    | Medalla de plata  | Peso F42  |